# (33611) 1999 JB61
1999 JB61 (asteroide 33611) é um asteroide da cintura principal. Possui uma excentricidade de 0.06887270 e uma inclinação de 15.15536º.
Este asteroide foi descoberto no dia 10 de maio de 1999 por LINEAR em Socorro.